# Sir Peter Teazle
Sir Peter Teazle, född 1784, död 18 augusti 1811, var ett engelskt fullblod, mest känd under sin tävlingskarriär för att ha segrat i Epsom Derby (1787). Efter tävlingskarriären blev han ledande avelshingst i Storbritannien och Irland nio gånger, och höll Herods blodslinje vid liv.

## Bakgrund
Sir Peter Teazle var en brun hingst, uppfödd och ägd av Edward Smith-Stanley, 12:e earl av Derby. Hans far Highflyer blev ledande avelshingst i Storbritannien och Irland 16 gånger och producerade 469 vinnare. Highflyer fick även stoet Prunella och sönerna Delpini, Diamond och Traveller.
Sir Peter Teazles mor, Papillon, (efter Snap). Papillon hade viss framgång som kapplöpningshäst, och slutade trea i Craven Stakes 1773, efter Firetail och Miss Timms. Sir Peter Tezle var hennes sjunde av 12 levande föl. Hon fick även stoet Lady Teazle (1781), som var tvåa i The Oaks och vann 11 lopp under sin karriär.
Namnet kommer från en karaktär i den klassiska brittiska pjäsen The School for Scandal.

## Karriär
Sir Peter Teazle började tävla vid tre års ålder, och var under debutsäsongen obesegrad. Han tog sin största seger som treåring i Epsom Derby. Vid fyra års ålder (1788) på Newmarket First Spring vann han Jockey Stakes, Claret Stakes och Fortescue Stakes. På Newmarket segrade han även i Grosvenor Stakes över två miles. Under fyraåringssäsongen tog han sju segrar på åtta starter.
Hans karriär började sedan att dala, och efter en skada fick Sir Peter Teazle avsluta tävlingskarriären för att bli avelshingst.

### Som avelshingst
Sir Peter Teazle var verksam som avelshings på Derby's Knowsley Stud i Lancashire, där han hade stora framgångar. Under denna tid blev han far till en Doncaster Cup-vinnare, fyra Epsom Derby-vinnare, två Epsom Oaks-vinnare, fyra St. Leger-vinnare, och blev under sin avelskarriär ledande avelshingst i Storbritannien och Irland nio gånger (1799–1802, 1804–1809).